# Eleições legislativas portuguesas de 2022 no distrito de Aveiro
| Eleições legislativas portuguesas de 2022 Distritos: Aveiro \| Beja \| Braga \| Bragança \| Castelo Branco \| Coimbra \| Évora \| Faro \| Guarda \| Leiria \| Lisboa \| Portalegre \| Porto \| Santarém \| Setúbal \| Viana do Castelo \| Vila Real \| Viseu \| Açores \| Madeira \| Estrangeiro |

## Resultados por concelho
Os resultados nos concelhos do Distrito de Aveiro foram os seguintes:

### Águeda
| Partido                 | Partido                        | Votos  | %               | +/-  |
| ----------------------- | ------------------------------ | ------ | --------------- | ---- |
|                         | Partido Socialista             | 9 186  | 39,42 / 100,00  | 3,33 |
|                         | Partido Social Democrata       | 8 458  | 36,30 / 100,00  | 2,21 |
|                         | CHEGA                          | 1 595  | 6,85 / 100,00   | 6,07 |
|                         | Iniciativa Liberal             | 935    | 4,01 / 100,00   | 3,29 |
|                         | Bloco de Esquerda              | 934    | 4,01 / 100,00   | 5,08 |
|                         | CDS – Partido Popular          | 581    | 2,49 / 100,00   | 3,01 |
|                         | Coligação Democrática Unitária | 395    | 1,70 / 100,00   | 1,19 |
|                         | Outros (com menos de 1,00%)    | 661    | 2,83 / 100,00   |      |
| Votos Inválidos         | Votos Inválidos                | 555    | 2,38 / 100,00   | 2,83 |
| Total                   | Total                          | 23 300 | 100,00 / 100,00 |      |
| Eleitorado/Participação | Eleitorado/Participação        | 42 250 | 55,15 / 100,00  | 1,87 |

| Freguesia                                        | %     | %     | %    | %    | %    | %    | %    | Votantes |
| Freguesia                                        | PS    | PSD   | CH   | IL   | BE   | CDS  | CDU  | Votantes |
| ------------------------------------------------ | ----- | ----- | ---- | ---- | ---- | ---- | ---- | -------- |
| Freguesia                                        |       |       |      |      |      |      |      | Votantes |
| Aguada de Cima                                   | 36,90 | 39,67 | 7,99 | 3,59 | 4,29 | 1,63 | 0,49 | 1 840    |
| Águeda e Borralha                                | 40,72 | 34,79 | 6,25 | 5,03 | 4,25 | 1,84 | 2,01 | 6 464    |
| Barrô e Aguada de Baixo                          | 36,94 | 40,46 | 6,42 | 4,20 | 3,58 | 3,27 | 0,31 | 1 619    |
| Belazaima do Chão, Castanheira do Vouga e Agadão | 36,91 | 41,27 | 8,10 | 2,99 | 2,12 | 2,49 | 0,75 | 802      |
| Fermentelos                                      | 20,24 | 54,33 | 8,11 | 4,15 | 3,54 | 4,39 | 0,79 | 1 640    |
| Macinhata do Vouga                               | 43,85 | 31,20 | 7,80 | 2,62 | 4,77 | 2,56 | 2,22 | 1 487    |
| Préstimo e Macieira de Alcoba                    | 39,91 | 33,94 | 9,63 | 2,29 | 4,82 | 4,36 | 0,46 | 436      |
| Recardães e Espinhel                             | 42,24 | 32,85 | 6,98 | 3,90 | 3,87 | 2,25 | 1,87 | 3 151    |
| Travassô e Óis da Ribeira                        | 39,71 | 37,15 | 6,24 | 3,84 | 4,24 | 3,04 | 1,04 | 1 249    |
| Trofa, Segadães e Lamas do Vouga                 | 42,71 | 32,74 | 5,89 | 3,77 | 3,73 | 3,44 | 2,88 | 2 358    |
| Valongo do Vouga                                 | 43,88 | 31,90 | 6,52 | 3,33 | 4,08 | 1,77 | 2,53 | 2 254    |
| Águeda                                           | 39,42 | 36,30 | 6,85 | 4,01 | 4,01 | 2,49 | 1,70 | 23 300   |

### Albergaria-a-Velha
| Partido                 | Partido                        | Votos  | %               | +/-  |
| ----------------------- | ------------------------------ | ------ | --------------- | ---- |
|                         | Partido Socialista             | 4 645  | 37,66 / 100,00  | 6,67 |
|                         | Partido Social Democrata       | 4 228  | 34,28 / 100,00  | 1,62 |
|                         | CHEGA                          | 922    | 7,48 / 100,00   | 6,58 |
|                         | CDS – Partido Popular          | 731    | 5,93 / 100,00   | 5,98 |
|                         | Bloco de Esquerda              | 483    | 3,92 / 100,00   | 5,15 |
|                         | Iniciativa Liberal             | 472    | 3,83 / 100,00   | 3,07 |
|                         | Coligação Democrática Unitária | 184    | 1,49 / 100,00   | 1,03 |
|                         | Pessoas–Animais–Natureza       | 151    | 1,22 / 100,00   | 1,62 |
|                         | Outros (com menos de 1,00%)    | 244    | 1,98 / 100,00   |      |
| Votos Inválidos         | Votos Inválidos                | 274    | 2,22 / 100,00   | 2,46 |
| Total                   | Total                          | 12 334 | 100,00 / 100,00 |      |
| Eleitorado/Participação | Eleitorado/Participação        | 22 424 | 55,00 / 100,00  | 1,34 |

| Freguesia                     | %     | %     | %    | %    | %    | %    | %    | %    | Votantes |
| Freguesia                     | PS    | PSD   | CH   | CDS  | BE   | IL   | CDU  | PAN  | Votantes |
| ----------------------------- | ----- | ----- | ---- | ---- | ---- | ---- | ---- | ---- | -------- |
| Freguesia                     |       |       |      |      |      |      |      |      | Votantes |
| Albergaria-a-Velha e Valmaior | 34,90 | 35,65 | 7,72 | 4,82 | 4,72 | 5,00 | 1,56 | 1,50 | 5 144    |
| Alquerubim                    | 46,04 | 32,50 | 6,41 | 4,81 | 2,49 | 2,67 | 0,45 | 0,71 | 1 123    |
| Angeja                        | 43,49 | 26,62 | 7,04 | 6,27 | 4,34 | 2,70 | 3,47 | 0,58 | 1 037    |
| Branca                        | 37,09 | 37,17 | 6,75 | 6,64 | 2,74 | 3,32 | 1,31 | 1,06 | 2 739    |
| Ribeira de Fráguas            | 37,38 | 34,05 | 7,14 | 7,98 | 3,33 | 2,86 | 1,19 | 1,19 | 840      |
| São João de Loure e Frossos   | 38,04 | 30,94 | 9,30 | 7,93 | 4,41 | 2,89 | 1,17 | 1,45 | 1 451    |
| Albergaria-a-Velha            | 37,66 | 34,28 | 7,48 | 5,93 | 3,92 | 3,83 | 1,49 | 1,22 | 12 334   |

### Anadia
| Partido                 | Partido                        | Votos  | %               | +/-  |
| ----------------------- | ------------------------------ | ------ | --------------- | ---- |
|                         | Partido Social Democrata       | 5 833  | 41,47 / 100,00  | 0,51 |
|                         | Partido Socialista             | 4 676  | 33,25 / 100,00  | 4,60 |
|                         | CHEGA                          | 946    | 6,73 / 100,00   | 5,68 |
|                         | Iniciativa Liberal             | 654    | 4,65 / 100,00   | 3,58 |
|                         | Bloco de Esquerda              | 540    | 3,84 / 100,00   | 3,79 |
|                         | CDS – Partido Popular          | 384    | 2,73 / 100,00   | 2,96 |
|                         | Coligação Democrática Unitária | 197    | 1,40 / 100,00   | 1,09 |
|                         | Pessoas–Animais–Natureza       | 167    | 1,19 / 100,00   | 1,33 |
|                         | Outros (com menos de 1,00%)    | 305    | 2,17 / 100,00   |      |
| Votos Inválidos         | Votos Inválidos                | 362    | 2,58 / 100,00   | 3,33 |
| Total                   | Total                          | 14 064 | 100,00 / 100,00 |      |
| Eleitorado/Participação | Eleitorado/Participação        | 26 046 | 54,00 / 100,00  | 2,28 |

| Freguesia                                      | %     | %     | %    | %    | %    | %    | %    | %    | Votantes |
| Freguesia                                      | PSD   | PS    | CH   | IL   | BE   | CDS  | CDU  | PAN  | Votantes |
| ---------------------------------------------- | ----- | ----- | ---- | ---- | ---- | ---- | ---- | ---- | -------- |
| Freguesia                                      |       |       |      |      |      |      |      |      | Votantes |
| Amoreira da Gândara, Paredes do Bairro e Ancas | 45,09 | 29,89 | 8,10 | 2,94 | 3,23 | 4,01 | 0,72 | 0,93 | 1 395    |
| Arcos e Mogofores                              | 34,81 | 36,37 | 6,06 | 6,38 | 4,75 | 3,03 | 2,30 | 1,88 | 3 137    |
| Avelãs de Caminho                              | 39,57 | 37,79 | 6,24 | 3,21 | 2,32 | 2,67 | 1,60 | 1,07 | 561      |
| Avelãs de Cima                                 | 54,50 | 23,62 | 6,34 | 2,86 | 4,09 | 2,97 | 0,72 | 0,31 | 978      |
| Moita                                          | 42,80 | 33,61 | 6,66 | 4,13 | 3,79 | 2,27 | 1,26 | 1,26 | 1 187    |
| Sangalhos                                      | 37,11 | 32,07 | 7,58 | 5,53 | 4,93 | 3,25 | 2,28 | 1,19 | 1 846    |
| São Lourenço do Bairro                         | 42,36 | 33,05 | 7,68 | 4,06 | 3,80 | 1,81 | 1,21 | 0,86 | 1 159    |
| Tamengos, Aguim e Óis do Bairro                | 38,53 | 39,42 | 6,12 | 4,58 | 3,21 | 1,61 | 1,31 | 1,19 | 1 682    |
| Vila Nova de Monsarros                         | 36,36 | 43,35 | 3,29 | 5,80 | 3,43 | 1,32 | 0,53 | 1,19 | 759      |
| Vilarinho do Bairro                            | 55,07 | 22,72 | 8,09 | 3,53 | 2,43 | 3,24 | 0,15 | 0,74 | 1 360    |
| Anadia                                         | 41,47 | 33,25 | 6,73 | 4,65 | 3,84 | 2,73 | 1,40 | 1,19 | 14 064   |

### Arouca
| Partido                 | Partido                        | Votos  | %               | +/-  |
| ----------------------- | ------------------------------ | ------ | --------------- | ---- |
|                         | Partido Social Democrata       | 5 320  | 44,26 / 100,00  | 3,65 |
|                         | Partido Socialista             | 4 396  | 36,57 / 100,00  | 5,44 |
|                         | CHEGA                          | 572    | 4,76 / 100,00   | 4,39 |
|                         | CDS – Partido Popular          | 352    | 2,93 / 100,00   | 5,11 |
|                         | Bloco de Esquerda              | 319    | 2,65 / 100,00   | 3,43 |
|                         | Iniciativa Liberal             | 316    | 2,63 / 100,00   | 1,88 |
|                         | Coligação Democrática Unitária | 126    | 1,05 / 100,00   | 0,80 |
|                         | Outros (com menos de 1,00%)    | 333    | 2,76 / 100,00   |      |
| Votos Inválidos         | Votos Inválidos                | 287    | 2,39 / 100,00   | 2,69 |
| Total                   | Total                          | 12 021 | 100,00 / 100,00 |      |
| Eleitorado/Participação | Eleitorado/Participação        | 19 745 | 60,88 / 100,00  | 3,62 |

| Freguesia                       | %     | %     | %    | %    | %    | %    | %    | Votantes |
| Freguesia                       | PSD   | PS    | CH   | CDS  | BE   | IL   | CDU  | Votantes |
| ------------------------------- | ----- | ----- | ---- | ---- | ---- | ---- | ---- | -------- |
| Freguesia                       |       |       |      |      |      |      |      | Votantes |
| Alvarenga                       | 52,47 | 33,04 | 3,71 | 4,06 | 1,77 | 0,71 | 0,71 | 566      |
| Arouca e Burgo                  | 41,46 | 38,18 | 4,68 | 2,22 | 3,24 | 3,21 | 1,44 | 2 839    |
| Cabreiros e Albergaria da Serra | 31,78 | 61,68 | 0,93 | 0,93 | 0,93 | 0    | 0    | 107      |
| Canelas e Espiunca              | 46,75 | 30,32 | 4,51 | 4,15 | 3,07 | 2,71 | 0,90 | 554      |
| Chave                           | 43,85 | 33,97 | 7,69 | 2,44 | 4,23 | 1,79 | 0,51 | 780      |
| Covelo de Paivó e Janarde       | 47,52 | 40,59 | 0,99 | 2,97 | 0,99 | 0,99 | 0    | 101      |
| Escariz                         | 41,73 | 36,36 | 5,71 | 3,78 | 3,02 | 3,53 | 0,59 | 1 191    |
| Fermedo                         | 46,70 | 36,61 | 3,79 | 2,81 | 2,95 | 2,38 | 0,84 | 713      |
| Mansores                        | 50,63 | 30,91 | 5,21 | 3,79 | 2,21 | 3,31 | 0,16 | 634      |
| Moldes                          | 40,09 | 45,12 | 1,92 | 2,22 | 2,07 | 2,22 | 1,78 | 676      |
| Rossas                          | 45,95 | 33,54 | 5,41 | 2,95 | 2,46 | 2,33 | 1,47 | 814      |
| Santa Eulália                   | 42,90 | 38,57 | 4,73 | 3,05 | 1,76 | 2,49 | 1,44 | 1 247    |
| São Miguel do Mato              | 46,76 | 40,00 | 2,06 | 2,65 | 1,76 | 0,59 | 1,47 | 340      |
| Tropeço                         | 42,72 | 35,44 | 6,63 | 3,24 | 2,10 | 3,24 | 0,65 | 618      |
| Urrô                            | 50,37 | 32,28 | 4,29 | 3,36 | 2,61 | 2,99 | 0,37 | 536      |
| Várzea                          | 45,57 | 35,41 | 5,25 | 2,30 | 1,64 | 2,62 | 1,64 | 305      |
| Arouca                          | 44,26 | 36,57 | 4,76 | 2,93 | 2,65 | 2,63 | 1,05 | 12 021   |

### Aveiro
| Partido                 | Partido                        | Votos  | %               | +/-  |
| ----------------------- | ------------------------------ | ------ | --------------- | ---- |
|                         | Partido Socialista             | 14 841 | 36,26 / 100,00  | 5,25 |
|                         | Partido Social Democrata       | 13 771 | 33,64 / 100,00  | 2,41 |
|                         | CHEGA                          | 2 669  | 6,52 / 100,00   | 5,42 |
|                         | Iniciativa Liberal             | 2 591  | 6,33 / 100,00   | 5,03 |
|                         | Bloco de Esquerda              | 2 468  | 6,03 / 100,00   | 6,43 |
|                         | CDS – Partido Popular          | 981    | 2,40 / 100,00   | 3,52 |
|                         | Coligação Democrática Unitária | 852    | 2,08 / 100,00   | 1,49 |
|                         | Pessoas–Animais–Natureza       | 727    | 1,78 / 100,00   | 2,04 |
|                         | LIVRE                          | 577    | 1,41 / 100,00   | 0,16 |
|                         | Outros (com menos de 1,00%)    | 552    | 1,34 / 100,00   |      |
| Votos Inválidos         | Votos Inválidos                | 906    | 2,21 / 100,00   | 2,65 |
| Total                   | Total                          | 40 935 | 100,00 / 100,00 |      |
| Eleitorado/Participação | Eleitorado/Participação        | 70 479 | 58,08 / 100,00  | 3,23 |

| Freguesia                                 | %     | %     | %    | %    | %    | %    | %    | %    | %    | Votantes |
| Freguesia                                 | PS    | PSD   | CH   | IL   | BE   | CDS  | CDU  | PAN  | L    | Votantes |
| ----------------------------------------- | ----- | ----- | ---- | ---- | ---- | ---- | ---- | ---- | ---- | -------- |
| Freguesia                                 |       |       |      |      |      |      |      |      |      | Votantes |
| Aradas                                    | 33,45 | 37,16 | 5,92 | 7,54 | 5,65 | 2,33 | 1,65 | 1,73 | 1,35 | 4 798    |
| Cacia                                     | 42,29 | 28,40 | 7,62 | 3,97 | 6,86 | 1,71 | 2,21 | 1,71 | 1,12 | 3 398    |
| Eixo e Eirol                              | 40,13 | 29,46 | 8,66 | 4,69 | 5,10 | 2,72 | 2,07 | 2,28 | 0,61 | 2 943    |
| Esgueira                                  | 39,44 | 28,62 | 7,02 | 6,01 | 6,96 | 2,05 | 2,45 | 1,98 | 1,53 | 6 734    |
| Glória e Vera Cruz                        | 35,46 | 33,93 | 4,28 | 8,08 | 6,23 | 2,28 | 2,67 | 1,90 | 2,21 | 11 116   |
| Oliveirinha                               | 31,23 | 40,02 | 8,92 | 5,11 | 5,02 | 2,43 | 1,08 | 0,87 | 1,00 | 2 309    |
| Requeixo, Nossa Senhora de Fátima e Nariz | 27,26 | 43,69 | 9,64 | 3,26 | 4,73 | 4,77 | 1,01 | 1,15 | 0,46 | 2 179    |
| Santa Joana                               | 36,88 | 34,02 | 6,81 | 5,72 | 6,01 | 2,16 | 1,89 | 1,87 | 0,97 | 4 127    |
| São Bernardo                              | 32,82 | 36,57 | 6,99 | 7,57 | 5,83 | 2,90 | 1,30 | 1,74 | 1,09 | 2 931    |
| São Jacinto                               | 55,25 | 26,25 | 5,00 | 1,50 | 3,75 | 1,25 | 3,00 | 0,50 | 0,50 | 400      |
| Aveiro                                    | 36,26 | 33,64 | 6,52 | 6,33 | 6,03 | 2,40 | 2,08 | 1,78 | 1,41 | 40 935   |

### Castelo de Paiva
| Partido                 | Partido                        | Votos  | %               | +/-  |
| ----------------------- | ------------------------------ | ------ | --------------- | ---- |
|                         | Partido Socialista             | 3 735  | 46,25 / 100,00  | 4,39 |
|                         | Partido Social Democrata       | 2 974  | 36,83 / 100,00  | 1,43 |
|                         | CHEGA                          | 273    | 3,38 / 100,00   | 3,08 |
|                         | Bloco de Esquerda              | 212    | 2,63 / 100,00   | 4,36 |
|                         | Iniciativa Liberal             | 209    | 2,59 / 100,00   | 2,16 |
|                         | Reagir Incluir Reciclar        | 159    | 1,97 / 100,00   | 1,24 |
|                         | Coligação Democrática Unitária | 100    | 1,24 / 100,00   | 0,44 |
|                         | CDS – Partido Popular          | 86     | 1,06 / 100,00   | 1,03 |
|                         | Outros (com menos de 1,00%)    | 169    | 2,04 / 100,00   |      |
| Votos Inválidos         | Votos Inválidos                | 159    | 1,97 / 100,00   | 2,30 |
| Total                   | Total                          | 8 076  | 100,00 / 100,00 |      |
| Eleitorado/Participação | Eleitorado/Participação        | 14 022 | 57,60 / 100,00  | 0,20 |

| Freguesia                 | %     | %     | %    | %    | %    | %    | %    | %    | Votantes |
| Freguesia                 | PS    | PSD   | CH   | BE   | IL   | RIR  | CDU  | CDS  | Votantes |
| ------------------------- | ----- | ----- | ---- | ---- | ---- | ---- | ---- | ---- | -------- |
| Freguesia                 |       |       |      |      |      |      |      |      | Votantes |
| Fornos                    | 53,78 | 34,38 | 1,57 | 0,86 | 2,43 | 1,14 | 1,43 | 0,86 | 701      |
| Raiva, Pedorido e Paraíso | 50,32 | 29,30 | 4,07 | 4,30 | 2,88 | 2,65 | 1,69 | 0,82 | 2 188    |
| Real                      | 48,08 | 33,22 | 4,17 | 3,17 | 1,50 | 2,34 | 0,50 | 0,83 | 599      |
| Santa Maria de Sardoura   | 45,50 | 40,10 | 2,06 | 1,54 | 2,66 | 1,63 | 0,94 | 1,63 | 1 167    |
| São Martinho de Sardoura  | 37,98 | 47,40 | 3,43 | 2,75 | 1,67 | 2,16 | 1,08 | 0,88 | 1 019    |
| Sobrado e Bairros         | 43,76 | 39,22 | 3,71 | 1,96 | 3,00 | 1,58 | 1,17 | 1,21 | 2 402    |
| Castelo de Paiva          | 46,25 | 36,83 | 3,38 | 2,63 | 2,59 | 1,97 | 1,24 | 1,06 | 8 076    |

### Espinho
| Partido                 | Partido                        | Votos  | %               | +/-  |
| ----------------------- | ------------------------------ | ------ | --------------- | ---- |
|                         | Partido Socialista             | 7 945  | 43,64 / 100,00  | 6,71 |
|                         | Partido Social Democrata       | 5 956  | 32,71 / 100,00  | 1,22 |
|                         | Bloco de Esquerda              | 822    | 4,51 / 100,00   | 5,62 |
|                         | Iniciativa Liberal             | 791    | 4,34 / 100,00   | 2,79 |
|                         | CHEGA                          | 731    | 4,02 / 100,00   | 3,44 |
|                         | Coligação Democrática Unitária | 645    | 3,54 / 100,00   | 1,97 |
|                         | CDS – Partido Popular          | 306    | 1,68 / 100,00   | 1,32 |
|                         | Pessoas–Animais–Natureza       | 250    | 1,37 / 100,00   | 1,65 |
|                         | Outros (com menos de 1,00%)    | 422    | 2,31 / 100,00   |      |
| Votos Inválidos         | Votos Inválidos                | 338    | 1,85 / 100,00   | 1,97 |
| Total                   | Total                          | 18 206 | 100,00 / 100,00 |      |
| Eleitorado/Participação | Eleitorado/Participação        | 29 662 | 61,38 / 100,00  | 2,95 |

| Freguesia     | %     | %     | %    | %    | %    | %    | %    | %    | Votantes |
| Freguesia     | PS    | PSD   | BE   | IL   | CH   | CDU  | CDS  | PAN  | Votantes |
| ------------- | ----- | ----- | ---- | ---- | ---- | ---- | ---- | ---- | -------- |
| Freguesia     |       |       |      |      |      |      |      |      | Votantes |
| Anta e Guetim | 44,68 | 32,94 | 4,53 | 3,69 | 4,16 | 3,31 | 1,64 | 1,20 | 6 582    |
| Espinho       | 34,19 | 39,64 | 4,82 | 5,84 | 3,89 | 3,67 | 2,04 | 1,66 | 6 456    |
| Paramos       | 51,59 | 26,26 | 4,39 | 3,81 | 3,58 | 3,12 | 1,56 | 1,33 | 1 733    |
| Silvalde      | 55,40 | 22,53 | 3,99 | 3,06 | 4,19 | 3,96 | 1,14 | 1,19 | 3 435    |
| Espinho       | 43,64 | 32,71 | 4,51 | 4,34 | 4,02 | 3,54 | 1,68 | 1,37 | 18 206   |

### Estarreja
| Partido                 | Partido                        | Votos  | %               | +/-  |
| ----------------------- | ------------------------------ | ------ | --------------- | ---- |
|                         | Partido Socialista             | 5 012  | 40,87 / 100,00  | 6,36 |
|                         | Partido Social Democrata       | 4 223  | 34,44 / 100,00  | 1,47 |
|                         | CHEGA                          | 800    | 6,52 / 100,00   | 5,72 |
|                         | Bloco de Esquerda              | 476    | 3,88 / 100,00   | 6,23 |
|                         | Iniciativa Liberal             | 426    | 3,47 / 100,00   | 2,53 |
|                         | Coligação Democrática Unitária | 328    | 2,67 / 100,00   | 1,83 |
|                         | CDS – Partido Popular          | 267    | 2,18 / 100,00   | 2,40 |
|                         | Pessoas–Animais–Natureza       | 132    | 1,08 / 100,00   | 1,54 |
|                         | Outros (com menos de 1,00%)    | 294    | 2,49 / 100,00   |      |
| Votos Inválidos         | Votos Inválidos                | 305    | 2,58 / 100,00   | 2,26 |
| Total                   | Total                          | 12 263 | 100,00 / 100,00 |      |
| Eleitorado/Participação | Eleitorado/Participação        | 23 899 | 51,31 / 100,00  | 1,48 |

| Freguesia         | %     | %     | %    | %    | %    | %    | %    | %    | Votantes |
| Freguesia         | PS    | PSD   | CH   | BE   | IL   | CDU  | CDS  | PAN  | Votantes |
| ----------------- | ----- | ----- | ---- | ---- | ---- | ---- | ---- | ---- | -------- |
| Freguesia         |       |       |      |      |      |      |      |      | Votantes |
| Avanca            | 43,58 | 33,29 | 6,03 | 3,37 | 3,23 | 2,16 | 2,38 | 0,85 | 2 818    |
| Beduído e Veiros  | 39,97 | 34,03 | 6,68 | 4,24 | 4,13 | 3,08 | 1,78 | 1,28 | 4 673    |
| Canelas e Fermelã | 39,07 | 35,06 | 5,88 | 3,87 | 3,25 | 3,25 | 3,46 | 0,90 | 1 446    |
| Pardilhó          | 40,49 | 34,00 | 7,52 | 5,08 | 2,12 | 3,08 | 1,99 | 1,35 | 1 556    |
| Salreu            | 40,73 | 37,23 | 6,55 | 2,71 | 3,50 | 1,58 | 2,03 | 0,79 | 1 770    |
| Estarreja         | 40,87 | 34,44 | 6,52 | 3,88 | 3,47 | 2,67 | 2,18 | 1,08 | 12 263   |

### Ílhavo
| Partido                 | Partido                        | Votos  | %               | +/-  |
| ----------------------- | ------------------------------ | ------ | --------------- | ---- |
|                         | Partido Socialista             | 6 671  | 36,79 / 100,00  | 5,61 |
|                         | Partido Social Democrata       | 5 924  | 32,67 / 100,00  | 0,06 |
|                         | CHEGA                          | 1 463  | 8,07 / 100,00   | 6,86 |
|                         | Iniciativa Liberal             | 1 073  | 5,92 / 100,00   | 4,91 |
|                         | Bloco de Esquerda              | 998    | 5,50 / 100,00   | 5,94 |
|                         | CDS – Partido Popular          | 370    | 2,04 / 100,00   | 2,96 |
|                         | Pessoas–Animais–Natureza       | 337    | 1,86 / 100,00   | 2,31 |
|                         | Coligação Democrática Unitária | 311    | 1,71 / 100,00   | 1,59 |
|                         | LIVRE                          | 222    | 1,22 / 100,00   | 0,14 |
|                         | Outros (com menos de 1,00%)    | 318    | 1,75 / 100,00   |      |
| Votos Inválidos         | Votos Inválidos                | 448    | 2,47 / 100,00   | 2,79 |
| Total                   | Total                          | 18 135 | 100,00 / 100,00 |      |
| Eleitorado/Participação | Eleitorado/Participação        | 36 068 | 50,28 / 100,00  | 3,46 |

| Freguesia             | %     | %     | %     | %    | %    | %    | %    | %    | %    | Votantes |
| Freguesia             | PS    | PSD   | CH    | IL   | BE   | CDS  | PAN  | CDU  | L    | Votantes |
| --------------------- | ----- | ----- | ----- | ---- | ---- | ---- | ---- | ---- | ---- | -------- |
| Freguesia             |       |       |       |      |      |      |      |      |      | Votantes |
| Gafanha da Encarnação | 33,84 | 34,35 | 10,10 | 6,04 | 5,20 | 2,37 | 1,69 | 0,97 | 1,01 | 2 367    |
| Gafanha da Nazaré     | 35,72 | 32,76 | 8,60  | 6,33 | 5,19 | 2,30 | 2,00 | 1,85 | 1,18 | 7 011    |
| Gafanha do Carmo      | 34,94 | 33,84 | 8,53  | 2,89 | 5,78 | 2,61 | 1,93 | 1,38 | 0,55 | 727      |
| Ílhavo (São Salvador) | 38,75 | 31,98 | 6,96  | 5,79 | 5,84 | 1,67 | 1,78 | 1,84 | 1,38 | 8 030    |
| Ílhavo                | 36,79 | 32,67 | 8,07  | 5,92 | 5,50 | 2,04 | 1,86 | 1,71 | 1,22 | 18 135   |

### Mealhada
| Partido                 | Partido                        | Votos  | %               | +/-  |
| ----------------------- | ------------------------------ | ------ | --------------- | ---- |
|                         | Partido Socialista             | 4 758  | 48,31 / 100,00  | 6,46 |
|                         | Partido Social Democrata       | 2 540  | 25,79 / 100,00  | 1,41 |
|                         | CHEGA                          | 612    | 6,21 / 100,00   | 5,28 |
|                         | Bloco de Esquerda              | 533    | 5,41 / 100,00   | 6,71 |
|                         | Iniciativa Liberal             | 355    | 3,60 / 100,00   | 2,83 |
|                         | Coligação Democrática Unitária | 324    | 3,29 / 100,00   | 1,86 |
|                         | Pessoas–Animais–Natureza       | 130    | 1,32 / 100,00   | 1,42 |
|                         | CDS – Partido Popular          | 112    | 1,14 / 100,00   | 1,66 |
|                         | Outros (com menos de 1,00%)    | 219    | 2,22 / 100,00   |      |
| Votos Inválidos         | Votos Inválidos                | 266    | 2,70 / 100,00   | 2,98 |
| Total                   | Total                          | 9 849  | 100,00 / 100,00 |      |
| Eleitorado/Participação | Eleitorado/Participação        | 17 853 | 55,17 / 100,00  | 4,26 |

| Freguesia                           | %     | %     | %    | %    | %    | %    | %    | %    | Votantes |
| Freguesia                           | PS    | PSD   | CH   | BE   | IL   | CDU  | PAN  | CDS  | Votantes |
| ----------------------------------- | ----- | ----- | ---- | ---- | ---- | ---- | ---- | ---- | -------- |
| Freguesia                           |       |       |      |      |      |      |      |      | Votantes |
| Barcouço                            | 48,96 | 23,63 | 7,09 | 5,58 | 2,84 | 3,40 | 1,13 | 1,13 | 1 058    |
| Casal Comba                         | 50,47 | 25,83 | 6,94 | 4,14 | 3,00 | 3,40 | 0,60 | 0,87 | 1 498    |
| Luso                                | 49,51 | 22,93 | 5,83 | 7,54 | 3,24 | 3,57 | 2,19 | 0,97 | 1 234    |
| Mealhada, Ventosa do Bairro e Antes | 45,05 | 29,73 | 6,01 | 4,63 | 4,69 | 2,18 | 1,58 | 1,38 | 3 263    |
| Pampilhosa                          | 48,97 | 22,22 | 5,92 | 6,58 | 3,09 | 5,14 | 1,18 | 1,23 | 1 944    |
| Vacariça                            | 52,93 | 25,59 | 5,87 | 4,69 | 3,17 | 2,58 | 1,06 | 0,70 | 852      |
| Mealhada                            | 48,31 | 25,79 | 6,21 | 5,41 | 3,60 | 3,29 | 1,32 | 1,14 | 9 849    |

### Murtosa
| Partido                 | Partido                        | Votos | %               | +/-  |
| ----------------------- | ------------------------------ | ----- | --------------- | ---- |
|                         | Partido Social Democrata       | 1 963 | 45,90 / 100,00  | 0,04 |
|                         | Partido Socialista             | 1 358 | 31,75 / 100,00  | 5,41 |
|                         | CHEGA                          | 276   | 6,45 / 100,00   | 5,66 |
|                         | Bloco de Esquerda              | 147   | 3,44 / 100,00   | 3,37 |
|                         | Iniciativa Liberal             | 137   | 3,20 / 100,00   | 2,48 |
|                         | CDS – Partido Popular          | 111   | 2,60 / 100,00   | 2,93 |
|                         | Coligação Democrática Unitária | 59    | 1,38 / 100,00   | 1,36 |
|                         | Pessoas–Animais–Natureza       | 43    | 1,01 / 100,00   | 1,63 |
|                         | Outros (com menos de 1,00%)    | 89    | 2,09 / 100,00   |      |
| Votos Inválidos         | Votos Inválidos                | 94    | 2,20 / 100,00   | 2,29 |
| Total                   | Total                          | 4 277 | 100,00 / 100,00 |      |
| Eleitorado/Participação | Eleitorado/Participação        | 9 915 | 43,14 / 100,00  | 2,17 |

| Freguesia | %     | %     | %    | %    | %    | %    | %    | %    | Votantes |
| Freguesia | PSD   | PS    | CH   | BE   | IL   | CDS  | CDU  | PAN  | Votantes |
| --------- | ----- | ----- | ---- | ---- | ---- | ---- | ---- | ---- | -------- |
| Freguesia |       |       |      |      |      |      |      |      | Votantes |
| Bunheiro  | 50,99 | 28,35 | 6,57 | 2,16 | 2,33 | 3,37 | 1,04 | 1,21 | 1 157    |
| Monte     | 44,27 | 35,60 | 5,88 | 3,56 | 2,94 | 0,46 | 1,55 | 0,93 | 646      |
| Murtosa   | 49,84 | 28,94 | 5,91 | 4,34 | 2,44 | 1,66 | 1,58 | 0,71 | 1 268    |
| Torreira  | 37,73 | 35,90 | 7,21 | 3,65 | 4,98 | 3,98 | 1,41 | 1,16 | 1 206    |
| Murtosa   | 45,90 | 31,75 | 6,45 | 3,44 | 3,20 | 2,60 | 1,38 | 1,01 | 4 277    |

### Oliveira de Azeméis
| Partido                 | Partido                        | Votos  | %               | +/-  |
| ----------------------- | ------------------------------ | ------ | --------------- | ---- |
|                         | Partido Socialista             | 15 786 | 44,88 / 100,00  | 5,45 |
|                         | Partido Social Democrata       | 11 870 | 33,74 / 100,00  | 2,14 |
|                         | CHEGA                          | 1 574  | 4,47 / 100,00   | 3,93 |
|                         | Bloco de Esquerda              | 1 540  | 4,38 / 100,00   | 5,64 |
|                         | Iniciativa Liberal             | 1 332  | 3,79 / 100,00   | 3,02 |
|                         | CDS – Partido Popular          | 657    | 1,87 / 100,00   | 2,68 |
|                         | Coligação Democrática Unitária | 449    | 1,28 / 100,00   | 0,82 |
|                         | Pessoas–Animais–Natureza       | 386    | 1,10 / 100,00   | 2,04 |
|                         | Outros (com menos de 1,00%)    | 798    | 2,26 / 100,00   |      |
| Votos Inválidos         | Votos Inválidos                | 785    | 2,23 / 100,00   | 2,01 |
| Total                   | Total                          | 35 177 | 100,00 / 100,00 |      |
| Eleitorado/Participação | Eleitorado/Participação        | 60 370 | 58,27 / 100,00  | 1,59 |

| Freguesia                               | %     | %     | %    | %    | %    | %    | %    | %    | Votantes |
| Freguesia                               | PS    | PSD   | CH   | BE   | IL   | CDS  | CDU  | PAN  | Votantes |
| --------------------------------------- | ----- | ----- | ---- | ---- | ---- | ---- | ---- | ---- | -------- |
| Freguesia                               |       |       |      |      |      |      |      |      | Votantes |
| Carregosa                               | 40,17 | 37,38 | 5,28 | 4,62 | 3,71 | 2,03 | 0,76 | 0,76 | 1 969    |
| Cesar                                   | 40,54 | 36,62 | 5,08 | 4,32 | 3,56 | 1,17 | 1,81 | 0,99 | 1 712    |
| Fajões                                  | 39,10 | 38,91 | 5,83 | 3,99 | 2,98 | 2,09 | 1,08 | 1,14 | 1 578    |
| Loureiro                                | 36,99 | 42,47 | 6,83 | 3,01 | 3,66 | 1,51 | 0,75 | 0,97 | 1 860    |
| Macieira de Sarnes                      | 49,63 | 27,99 | 3,96 | 4,79 | 3,04 | 1,20 | 2,67 | 1,75 | 1 086    |
| Nogueira do Cravo e Pindelo             | 46,81 | 31,30 | 4,36 | 4,64 | 4,19 | 1,77 | 1,59 | 0,69 | 2 888    |
| Oliveira de Azeméis                     | 43,20 | 34,32 | 4,03 | 4,89 | 4,57 | 1,86 | 1,33 | 1,49 | 10 472   |
| Ossela                                  | 44,90 | 36,89 | 4,01 | 3,37 | 1,73 | 3,10 | 0,82 | 0,82 | 1 098    |
| Pinheiro da Bemposta, Travanca e Palmaz | 43,25 | 35,13 | 5,50 | 3,47 | 3,08 | 3,20 | 0,85 | 0,79 | 3 311    |
| São Martinho da Gândara                 | 47,85 | 34,54 | 4,31 | 3,23 | 2,64 | 1,17 | 0,98 | 0,98 | 1 022    |
| São Roque                               | 46,77 | 33,46 | 4,21 | 4,39 | 3,69 | 1,37 | 1,05 | 0,95 | 2 848    |
| Vila de Cucujães                        | 53,16 | 26,76 | 3,43 | 4,65 | 3,69 | 1,61 | 1,52 | 0,96 | 5 333    |
| Oliveira de Azeméis                     | 44,88 | 33,74 | 4,47 | 4,38 | 3,79 | 1,87 | 1,28 | 1,10 | 35 177   |

### Oliveira do Bairro
| Partido                 | Partido                     | Votos  | %               | +/-  |
| ----------------------- | --------------------------- | ------ | --------------- | ---- |
|                         | Partido Social Democrata    | 5 107  | 45,55 / 100,00  | 1,10 |
|                         | Partido Socialista          | 2 806  | 25,02 / 100,00  | 4,41 |
|                         | CHEGA                       | 1 039  | 9,27 / 100,00   | 7,81 |
|                         | CDS – Partido Popular       | 692    | 6,17 / 100,00   | 6,43 |
|                         | Iniciativa Liberal          | 544    | 4,85 / 100,00   | 3,84 |
|                         | Bloco de Esquerda           | 340    | 3,03 / 100,00   | 3,51 |
|                         | Outros (com menos de 1,00%) | 409    | 3,63 / 100,00   |      |
| Votos Inválidos         | Votos Inválidos             | 276    | 2,46 / 100,00   | 3,37 |
| Total                   | Total                       | 11 213 | 100,00 / 100,00 |      |
| Eleitorado/Participação | Eleitorado/Participação     | 20 862 | 53,75 / 100,00  | 2,84 |

| Freguesia                     | %     | %     | %     | %    | %    | %    | Votantes |
| Freguesia                     | PSD   | PS    | CH    | CDS  | IL   | BE   | Votantes |
| ----------------------------- | ----- | ----- | ----- | ---- | ---- | ---- | -------- |
| Freguesia                     |       |       |       |      |      |      | Votantes |
| Bustos, Troviscal e Mamarrosa | 48,39 | 21,68 | 8,26  | 9,48 | 4,48 | 1,90 | 3 100    |
| Oiã                           | 44,64 | 25,89 | 10,59 | 4,52 | 5,16 | 3,24 | 3 739    |
| Oliveira do Bairro            | 41,03 | 29,00 | 8,38  | 5,44 | 5,10 | 4,36 | 2 959    |
| Palhaça                       | 51,17 | 21,77 | 9,82  | 4,81 | 4,31 | 2,19 | 1 415    |
| Oliveira do Bairro            | 45,55 | 25,02 | 9,27  | 6,17 | 4,85 | 3,03 | 11 213   |

### Ovar
| Partido                 | Partido                        | Votos  | %               | +/-  |
| ----------------------- | ------------------------------ | ------ | --------------- | ---- |
|                         | Partido Socialista             | 12 405 | 42,72 / 100,00  | 5,51 |
|                         | Partido Social Democrata       | 9 576  | 32,98 / 100,00  | 3,00 |
|                         | Bloco de Esquerda              | 1 673  | 5,76 / 100,00   | 5,95 |
|                         | Iniciativa Liberal             | 1 229  | 4,23 / 100,00   | 3,04 |
|                         | CHEGA                          | 1 228  | 4,23 / 100,00   | 3,69 |
|                         | Coligação Democrática Unitária | 778    | 2,68 / 100,00   | 2,27 |
|                         | Pessoas–Animais–Natureza       | 430    | 1,48 / 100,00   | 1,89 |
|                         | CDS – Partido Popular          | 373    | 1,28 / 100,00   | 1,28 |
|                         | Outros (com menos de 1,00%)    | 666    | 2,29 / 100,00   |      |
| Votos Inválidos         | Votos Inválidos                | 680    | 2,34 / 100,00   | 2,61 |
| Total                   | Total                          | 29 038 | 100,00 / 100,00 |      |
| Eleitorado/Participação | Eleitorado/Participação        | 50 732 | 57,24 / 100,00  | 1,96 |

| Freguesia | %     | %     | %    | %    | %    | %    | %    | %    | Votantes |
| Freguesia | PS    | PSD   | BE   | IL   | CH   | CDU  | PAN  | CDS  | Votantes |
| --------- | ----- | ----- | ---- | ---- | ---- | ---- | ---- | ---- | -------- |
| Freguesia |       |       |      |      |      |      |      |      | Votantes |
| Cortegaça | 45,26 | 33,49 | 5,27 | 4,60 | 3,42 | 1,42 | 1,66 | 1,14 | 2 108    |
| Esmoriz   | 40,32 | 37,17 | 5,44 | 4,72 | 3,95 | 1,63 | 1,30 | 1,42 | 6 761    |
| Maceda    | 49,05 | 31,98 | 3,79 | 3,18 | 3,52 | 2,68 | 0,73 | 0,89 | 1 792    |
| Ovar      | 41,90 | 31,31 | 6,42 | 4,35 | 4,41 | 3,49 | 1,66 | 1,31 | 15 324   |
| Válega    | 46,68 | 32,30 | 4,65 | 2,95 | 4,91 | 1,80 | 1,28 | 1,18 | 3 053    |
| Ovar      | 42,72 | 32,98 | 5,76 | 4,23 | 4,23 | 2,68 | 1,48 | 1,28 | 29 038   |

### Santa Maria da Feira
| Partido                 | Partido                        | Votos   | %               | +/-  |
| ----------------------- | ------------------------------ | ------- | --------------- | ---- |
|                         | Partido Socialista             | 31 904  | 42,80 / 100,00  | 4,83 |
|                         | Partido Social Democrata       | 25 639  | 34,39 / 100,00  | 2,37 |
|                         | Bloco de Esquerda              | 3 569   | 4,79 / 100,00   | 5,71 |
|                         | Iniciativa Liberal             | 3 503   | 4,70 / 100,00   | 3,47 |
|                         | CHEGA                          | 3 380   | 4,53 / 100,00   | 4,00 |
|                         | CDS – Partido Popular          | 1 216   | 1,63 / 100,00   | 2,20 |
|                         | Coligação Democrática Unitária | 1 096   | 1,47 / 100,00   | 1,12 |
|                         | Pessoas–Animais–Natureza       | 962     | 1,29 / 100,00   | 1,73 |
|                         | Outros (com menos de 1,00%)    | 1 701   | 2,39 / 100,00   |      |
| Votos Inválidos         | Votos Inválidos                | 1 578   | 2,12 / 100,00   | 2,55 |
| Total                   | Total                          | 74 548  | 100,00 / 100,00 |      |
| Eleitorado/Participação | Eleitorado/Participação        | 125 709 | 59,30 / 100,00  | 2,35 |

| Freguesia                       | %     | %     | %    | %    | %    | %    | %    | %    | Votantes |
| Freguesia                       | PS    | PSD   | BE   | IL   | CH   | CDS  | CDU  | PAN  | Votantes |
| ------------------------------- | ----- | ----- | ---- | ---- | ---- | ---- | ---- | ---- | -------- |
| Freguesia                       |       |       |      |      |      |      |      |      | Votantes |
| Argoncilhe                      | 38,35 | 37,95 | 4,55 | 6,18 | 3,91 | 2,07 | 1,46 | 1,21 | 4 532    |
| Arrifana                        | 48,26 | 29,44 | 5,14 | 4,02 | 3,74 | 1,84 | 1,46 | 1,00 | 3 210    |
| Caldas de São Jorge e Pigeiros  | 47,39 | 30,28 | 5,08 | 4,20 | 4,37 | 1,65 | 2,44 | 1,41 | 2 127    |
| Canedo, Vale e Vila Maior       | 37,35 | 40,08 | 4,02 | 3,89 | 5,76 | 2,13 | 0,77 | 0,79 | 4 551    |
| Escapães                        | 43,93 | 34,00 | 5,39 | 3,48 | 4,33 | 1,53 | 1,43 | 1,85 | 1 894    |
| Fiães                           | 45,46 | 31,41 | 5,62 | 3,90 | 3,90 | 1,31 | 2,72 | 1,26 | 3 900    |
| Fornos                          | 44,47 | 33,41 | 5,37 | 5,31 | 4,11 | 1,59 | 1,31 | 0,99 | 1 826    |
| Lobão, Gião, Louredo e Guisande | 41,03 | 36,43 | 3,59 | 4,37 | 6,07 | 1,76 | 1,04 | 1,22 | 5 174    |
| Lourosa                         | 45,91 | 32,87 | 4,49 | 4,14 | 4,63 | 1,40 | 0,86 | 1,05 | 4 561    |
| Milheirós de Poiares            | 48,96 | 29,09 | 3,99 | 3,50 | 5,67 | 1,28 | 0,79 | 1,87 | 2 028    |
| Mozelos                         | 45,34 | 30,26 | 5,02 | 5,57 | 4,67 | 0,99 | 1,39 | 1,76 | 4 025    |
| Nogueira da Regedoura           | 44,19 | 34,17 | 4,68 | 4,03 | 4,75 | 1,06 | 1,66 | 1,53 | 3 202    |
| Paços de Brandão                | 38,32 | 38,11 | 4,75 | 5,31 | 3,73 | 2,11 | 1,76 | 1,34 | 2 842    |
| Rio Meão                        | 44,97 | 34,47 | 4,85 | 3,37 | 4,09 | 1,67 | 1,52 | 0,98 | 2 762    |
| Romariz                         | 41,97 | 38,32 | 3,26 | 2,94 | 5,55 | 2,94 | 0,39 | 0,65 | 1 532    |
| Sanguedo                        | 41,44 | 36,54 | 3,70 | 3,90 | 5,52 | 1,56 | 1,72 | 1,30 | 1 921    |
| Santa Maria da Feira            | 37,00 | 38,37 | 5,52 | 6,81 | 3,79 | 1,69 | 1,39 | 1,44 | 10 568   |
| Santa Maria de Lamas            | 43,28 | 33,02 | 4,95 | 6,06 | 4,41 | 1,65 | 1,08 | 1,47 | 2 789    |
| São João de Ver                 | 44,33 | 32,22 | 5,02 | 4,74 | 4,83 | 1,46 | 1,57 | 1,42 | 5 481    |
| São Miguel do Souto e Mosteirô  | 49,44 | 30,57 | 4,75 | 3,14 | 3,83 | 1,56 | 0,69 | 1,21 | 3 471    |
| São Paio de Oleiros             | 46,89 | 28,53 | 5,25 | 3,39 | 5,02 | 1,25 | 4,79 | 1,16 | 2 152    |
| Santa Maria da Feira            | 42,80 | 34,39 | 4,79 | 4,70 | 4,53 | 1,63 | 1,47 | 1,29 | 74 548   |

### São João da Madeira
| Partido                 | Partido                        | Votos  | %               | +/-  |
| ----------------------- | ------------------------------ | ------ | --------------- | ---- |
|                         | Partido Socialista             | 5 225  | 45,30 / 100,00  | 5,51 |
|                         | Partido Social Democrata       | 3 499  | 30,33 / 100,00  | 2,95 |
|                         | Iniciativa Liberal             | 607    | 5,26 / 100,00   | 4,14 |
|                         | Bloco de Esquerda              | 599    | 5,19 / 100,00   | 6,20 |
|                         | CHEGA                          | 447    | 3,88 / 100,00   | 3,31 |
|                         | Coligação Democrática Unitária | 296    | 2,57 / 100,00   | 1,36 |
|                         | CDS – Partido Popular          | 181    | 1,57 / 100,00   | 3,08 |
|                         | Pessoas–Animais–Natureza       | 166    | 1,44 / 100,00   | 1,98 |
|                         | Outros (com menos de 1,00%)    | 300    | 2,59 / 100,00   |      |
| Votos Inválidos         | Votos Inválidos                | 215    | 1,86 / 100,00   | 2,49 |
| Total                   | Total                          | 11 535 | 100,00 / 100,00 |      |
| Eleitorado/Participação | Eleitorado/Participação        | 19 768 | 58,35 / 100,00  | 1,30 |

| Freguesia           | %     | %     | %    | %    | %    | %    | %    | %    | Votantes |
| Freguesia           | PS    | PSD   | IL   | BE   | CH   | CDU  | CDS  | PAN  | Votantes |
| ------------------- | ----- | ----- | ---- | ---- | ---- | ---- | ---- | ---- | -------- |
| Freguesia           |       |       |      |      |      |      |      |      | Votantes |
| São João da Madeira | 45,30 | 30,33 | 5,26 | 5,19 | 3,88 | 2,57 | 1,57 | 1,44 | 11 535   |
| São João da Madeira | 45,30 | 30,33 | 5,26 | 5,19 | 3,88 | 2,57 | 1,57 | 1,44 | 11 535   |

### Sever do Vouga
| Partido                 | Partido                        | Votos  | %               | +/-  |
| ----------------------- | ------------------------------ | ------ | --------------- | ---- |
|                         | Partido Social Democrata       | 3 106  | 47,62 / 100,00  | 5,54 |
|                         | Partido Socialista             | 1 814  | 27,81 / 100,00  | 2,39 |
|                         | CHEGA                          | 465    | 7,13 / 100,00   | 6,35 |
|                         | CDS – Partido Popular          | 303    | 4,65 / 100,00   | 8,38 |
|                         | Iniciativa Liberal             | 221    | 3,39 / 100,00   | 2,87 |
|                         | Bloco de Esquerda              | 215    | 3,30 / 100,00   | 3,10 |
|                         | Coligação Democrática Unitária | 73     | 1,12 / 100,00   | 0,37 |
|                         | Outros (com menos de 1,00%)    | 200    | 3,07 / 100,00   |      |
| Votos Inválidos         | Votos Inválidos                | 125    | 1,92 / 100,00   | 3,07 |
| Total                   | Total                          | 6 522  | 100,00 / 100,00 |      |
| Eleitorado/Participação | Eleitorado/Participação        | 10 573 | 61,69 / 100,00  | 1,99 |

| Freguesia               | %     | %     | %     | %    | %    | %    | %    | Votantes |
| Freguesia               | PSD   | PS    | CH    | CDS  | IL   | BE   | CDU  | Votantes |
| ----------------------- | ----- | ----- | ----- | ---- | ---- | ---- | ---- | -------- |
| Freguesia               |       |       |       |      |      |      |      | Votantes |
| Cedrim e Paradela       | 49,69 | 21,98 | 12,58 | 5,25 | 2,32 | 3,05 | 0,85 | 819      |
| Couto de Esteves        | 60,00 | 25,33 | 2,67  | 1,56 | 3,11 | 2,89 | 0,67 | 450      |
| Pessegueiro do Vouga    | 48,46 | 24,61 | 7,72  | 5,60 | 3,38 | 4,05 | 1,45 | 1 036    |
| Rocas do Vouga          | 46,50 | 31,79 | 5,93  | 3,56 | 3,56 | 2,97 | 1,07 | 843      |
| Sever do Vouga          | 47,09 | 26,36 | 6,69  | 3,91 | 4,64 | 3,51 | 1,26 | 1 510    |
| Silva Escura e Dornelas | 43,96 | 32,31 | 5,14  | 5,23 | 2,83 | 3,86 | 1,46 | 1 167    |
| Talhadas                | 44,62 | 31,85 | 8,46  | 6,46 | 2,87 | 1,72 | 0,43 | 697      |
| Sever do Vouga          | 47,62 | 27,81 | 7,13  | 4,65 | 3,39 | 3,30 | 1,12 | 6 522    |

### Vagos
| Partido                 | Partido                     | Votos  | %               | +/-  |
| ----------------------- | --------------------------- | ------ | --------------- | ---- |
|                         | Partido Social Democrata    | 5 773  | 51,32 / 100,00  | 0,93 |
|                         | Partido Socialista          | 2 490  | 22,14 / 100,00  | 5,15 |
|                         | CHEGA                       | 952    | 8,46 / 100,00   | 7,65 |
|                         | CDS – Partido Popular       | 541    | 4,81 / 100,00   | 6,48 |
|                         | Iniciativa Liberal          | 444    | 3,95 / 100,00   | 3,21 |
|                         | Bloco de Esquerda           | 346    | 3,08 / 100,00   | 3,06 |
|                         | Outros (com menos de 1,00%) | 427    | 3,81 / 100,00   |      |
| Votos Inválidos         | Votos Inválidos             | 276    | 2,46 / 100,00   | 2,39 |
| Total                   | Total                       | 11 249 | 100,00 / 100,00 |      |
| Eleitorado/Participação | Eleitorado/Participação     | 22 047 | 51,02 / 100,00  | 1,32 |

| Freguesia                       | %     | %     | %     | %    | %    | %    | Votantes |
| Freguesia                       | PSD   | PS    | CH    | CDS  | IL   | BE   | Votantes |
| ------------------------------- | ----- | ----- | ----- | ---- | ---- | ---- | -------- |
| Freguesia                       |       |       |       |      |      |      | Votantes |
| Calvão                          | 58,07 | 16,15 | 6,06  | 6,15 | 4,59 | 2,48 | 1 090    |
| Fonte de Angeão e Covão do Lobo | 60,13 | 14,96 | 10,84 | 2,78 | 3,05 | 2,33 | 1 116    |
| Gafanha da Boa Hora             | 44,04 | 27,01 | 10,06 | 1,94 | 4,94 | 3,80 | 1 133    |
| Ouca                            | 52,78 | 20,71 | 8,40  | 8,88 | 3,08 | 2,60 | 845      |
| Ponte de Vagos e Santa Catarina | 54,04 | 17,25 | 9,59  | 5,94 | 4,22 | 2,43 | 1 397    |
| Santo André de Vagos            | 60,52 | 16,83 | 8,22  | 5,71 | 1,70 | 2,30 | 998      |
| Sosa                            | 46,57 | 27,16 | 8,56  | 5,31 | 2,88 | 2,58 | 1 355    |
| Vagos e Santo António           | 46,27 | 26,82 | 7,48  | 4,04 | 4,92 | 4,10 | 3 315    |
| Vagos                           | 51,32 | 22,14 | 8,46  | 4,81 | 3,95 | 3,08 | 11 249   |

### Vale de Cambra
| Partido                 | Partido                        | Votos  | %               | +/-  |
| ----------------------- | ------------------------------ | ------ | --------------- | ---- |
|                         | Partido Socialista             | 4 545  | 37,51 / 100,00  | 6,32 |
|                         | Partido Social Democrata       | 4 432  | 36,58 / 100,00  | 6,77 |
|                         | CDS – Partido Popular          | 718    | 5,93 / 100,00   | 8,66 |
|                         | CHEGA                          | 618    | 5,10 / 100,00   | 4,45 |
|                         | Bloco de Esquerda              | 494    | 4,08 / 100,00   | 5,21 |
|                         | Iniciativa Liberal             | 455    | 3,76 / 100,00   | 3,12 |
|                         | Coligação Democrática Unitária | 136    | 1,12 / 100,00   | 0,89 |
|                         | Outros (com menos de 1,00%)    | 387    | 3,20 / 100,00   |      |
| Votos Inválidos         | Votos Inválidos                | 331    | 2,73 / 100,00   | 2,56 |
| Total                   | Total                          | 12 116 | 100,00 / 100,00 |      |
| Eleitorado/Participação | Eleitorado/Participação        | 20 178 | 60,05 / 100,00  | 0,16 |

| Freguesia                               | %     | %     | %     | %    | %    | %    | %    | Votantes |
| Freguesia                               | PS    | PSD   | CDS   | CH   | BE   | IL   | CDU  | Votantes |
| --------------------------------------- | ----- | ----- | ----- | ---- | ---- | ---- | ---- | -------- |
| Freguesia                               |       |       |       |      |      |      |      | Votantes |
| Arões                                   | 28,81 | 42,84 | 10,52 | 5,64 | 3,05 | 2,13 | 0,91 | 656      |
| Cepelos                                 | 30,40 | 44,91 | 6,56  | 5,44 | 4,04 | 3,07 | 0,42 | 717      |
| Junqueira                               | 27,55 | 45,97 | 15,21 | 3,76 | 1,61 | 1,61 | 0,36 | 559      |
| Macieira de Cambra                      | 43,20 | 30,98 | 4,96  | 4,88 | 4,20 | 3,87 | 1,61 | 2 479    |
| Roge                                    | 42,73 | 35,63 | 3,66  | 5,60 | 4,41 | 3,34 | 0,22 | 929      |
| São Pedro de Castelões                  | 36,96 | 35,99 | 5,83  | 5,62 | 4,35 | 4,01 | 1,08 | 3 793    |
| Vila Chã, Codal e Vila Cova de Perrinho | 37,34 | 37,14 | 4,66  | 4,53 | 4,22 | 4,39 | 1,41 | 2 983    |
| Vale de Cambra                          | 37,51 | 36,88 | 5,93  | 5,10 | 4,08 | 3,76 | 1,12 | 12 116   |

## Lista de Deputados Eleitos
A lista apresentada é conforme a aplicação do Método D'Hondt:
| N.º | Nome                                        | Partido | Partido                  | Quociente  |
| --- | ------------------------------------------- | ------- | ------------------------ | ---------- |
| 1   | Pedro Nuno Santos                           |         | Partido Socialista       | 144198     |
| 2   | António Milton Topa Gomes                   |         | Partido Social Democrata | 130192     |
| 3   | Cláudia Maria Cruz Santos                   |         | Partido Socialista       | 72099      |
| 4   | Maria Paula da Graça Cardoso                |         | Partido Social Democrata | 65096      |
| 5   | Carlos Filipe de Andrade Neto Brandão       |         | Partido Socialista       | 48066      |
| 6   | Ricardo Bastos Sousa                        |         | Partido Social Democrata | 43397,3333 |
| 7   | Porfirio Simões de Carvalho e Silva         |         | Partido Socialista       | 36049,5    |
| 8   | Helga Alexandra Freire Correia              |         | Partido Social Democrata | 32548      |
| 9   | Susana Alexandra Lopes Correia              |         | Partido Socialista       | 28839,6    |
| 10  | Rui Miguel Rocha da Cruz                    |         | Partido Social Democrata | 26038,4    |
| 11  | Hugo Daniel Matos Oliveira                  |         | Partido Socialista       | 24033      |
| 12  | Carla Manuela de Sousa Madureira            |         | Partido Social Democrata | 21698,6667 |
| 13  | Joana Isabel Martins Rigueiro de Sá Pereira |         | Partido Socialista       | 20599,7143 |
| 14  | Jorge Galveias                              |         | CHEGA                    | 20562      |
| 15  | Rui Filipe Vilar Gomes                      |         | Partido Social Democrata | 18598,8571 |
| 16  | Bruno Armando Aragão Henriques              |         | Partido Socialista       | 18024,75   |